# ボブ・バーマー
ロバート・ウィリアム・バーマー（Robert William Bemer 、1920年2月8日 - 2004年6月22日）は計算機科学者であり、1950年代終盤から1960年代初期にかけてIBM在職中の業績で主に知られている。ベマーという表記もある。

## 生涯
ミシガン州スーセントマリーで生まれたバーマーは、1936年に Cranbrook School を卒業後、アルビオン大学で数学の学士号を得て1940年に卒業。1941年には Curtiss-Wright Technical Institute で航空宇宙工学も修了している。
1941年、バーマーは航空力学者としてダグラス・エアクラフト社に入社。その後、1951年からランド研究所、1957年からIBM、1974年からハネウェルと転職していった。一時期UNIVACでも働いていた。
1959年、彼は自身の設計した言語COMTRANとグレース・ホッパーのFLOW-MATICを統合することを目的とした委員会に加わり、COBOLの仕様策定に従事した。1960年、ASCII文字コードセットを定義する委員会にも加わり、それまでコンピュータでは使われなかった文字をいくつか加えることを提案した。それは例えば、エスケープ文字（ESCape character）、バックスラッシュ文字、ブレース（波括弧）文字などである。そのことにより、一部では「ASCIIの父」として知られている。
ソフトウェアファクトリーの概念を最も早くから提唱した1人でもある。1968年の論文 “The economics of program production” で言及している。
他の特筆すべき業績として、タイムシェアリングシステムについて最初に出版物上で概念を提唱し、1971年という早い時期に2000年問題を指摘したことなどが挙げられる。また、ハネウェル時代に助言者的立場でエリック・クレモンスとリチャード・キーズと共に TEX (Text Executive Programming Language) の開発に関わった。
1990年代後半、既に引退していたバーマーは2000年問題について、ソースコードのないプログラムで西暦の世紀部分がない日付を比較している場合の対処方法を考案した。実行時に6文字ないし8文字の文字操作を行っている箇所を検出し、そのオペランドをチェックし、21世紀の初めごろの年が20世紀の最後の方の年より古いと判定されないよう比較部分を調整するというものである。
ボブ・バーマーはウェブサイトに初期のコンピュータソフトウェア開発に関する資料を収集して保存していた。
バーマーは癌を患い、闘病の末、2004年にテキサス州 Possum Kingdom Lake で亡くなった。